# Happiness Begins
Albums de Jonas Brothers
Live
(2013)
Singles
1. Sucker
Sortie : 1er mars 2019
2. Cool (en)
Sortie : 5 avril 2019
3. Only Human (en)
Sortie : 2 juillet 2019

Happiness Begins est le cinquième album studio des Jonas Brothers. Publié le 7 juin 2019 sous le label Republic Records, il marque le retour du groupe après six ans de pause.

## Développement
En 2017, quatre ans après leur séparation, les Jonas Brothers se retrouvent afin de filmer un documentaire retraçant leur parcours. C'est durant ce tournage qu'ils décident de reformer le groupe, comme l'explique Nick Jonas dans l'émission Late Late Show en mars 2019 :

« Il y a un an et demi, on a commencé à tourner un documentaire [...] qui retrace notre parcours, notre temps avec le groupe, ça devait être l'histoire de ce qu'on devient aujourd'hui : nos vies à chacun séparément, nos projets, Joe avec DNCE, moi avec ma carrière solo... Et durant le tournage, on a senti qu'il y avait une magie qui nous avait manqué. On a commencé à refaire de la musique ensemble et on a tout de suite réalisé qu'on était exactement là où on devait être. »

Le groupe décide alors de signer un contrat avec le label Republic Records, et travaille en secret pendant près d'un an, notamment avec Ryan Tedder qui est le producteur exécutif de l'album. Après avoir sorti deux singles, ils annoncent en avril 2019 la sortie de l'album pour le 7 juin,,,.

## Composition

### Pochette et artwork
Le 22 avril 2019, le groupe dévoile la pochette de l'album sur ses réseaux sociaux. Il s'agit d'une photographie de Peggy Sirota qui représente les trois membres du groupe allongés devant une piscine dans une villa de la ville de Palm Springs, le texte a été ajouté à l’aide de la plateforme PicsArt. À la suite de la création de leur pochette d’album, ils utilisent PicsArt comme principale éditeur, et cartonnent sur la plateforme avec une publication de la pochette de leur single intitulé Cool (en).

### Style musical
Le style musical de l'album Happiness Begins est décrit par plusieurs critiques comme un mélange de la musique créée par Nick Jonas lors de la carrière solo et du travail du groupe DNCE dont Joe Jonas est le chanteur principal,. Olivia Horn, qui écrit pour le magazine Pitchfork, déclare qu'il s'agit de l'album le plus pop du groupe.

## Promotion

### Singles
Le 28 février 2019, les Jonas Brothers annoncent leur retour sur leurs réseaux sociaux ainsi que la sortie d'un single, Sucker, le lendemain,,. Le jour de sa sortie, il se classe dans les top 10 d'une dizaine de pays sur iTunes. Aux États-Unis, il se classe à la première place du Billboard Hot 100, devenant le 34e single à entrer dans ce top en première position, et le premier numéro un du groupe,,,. Le clip vidéo, qui sort lui aussi le 1er mars 2019, est réalisé par Anthony Mandler et met en scène les membres du groupe avec leurs compagnes Priyanka Chopra, Sophie Turner et Danielle Jonas (en),,. Il est vu plus de dix-sept millions de fois vingt-quatre heures après sa mise en ligne sur la plateforme YouTube,.
Le deuxième single extrait de l'album, Cool (en), sort le 5 avril 2019. La semaine de sa sortie, il se classe à la 27e position du Billboard Hot 100 et à la troisième place du Digital Songs. Le clip vidéo est une nouvelle fois réalisé par Anthony Mandler.

### Médias
À l'occasion de la sortie du single Sucker, le groupe crée un compte sur le réseau social Instagram. Ce dernier récolte plus d'1.8 million d'abonnés en moins de 48 heures. Le même jour, ils publient un teaser qui annonce leur présence du 4 au 7 mars dans l'émission Late Late Show de James Corden,,. Pendant la rubrique Carpool Karaoke qui est diffusée lors de la dernière émission, le groupe interprète le single Sucker pour la première fois à la télévision,,.
Le 1er mai, ils chantent un medley de Jealous (en), Cake by the Ocean et Sucker lors de l'édition 2019 (en) des Billboard Music Awards,. Le 11 mai, ils sont les invités du Saturday Night Live. Dans l'émission, ils jouent dans un sketch puis interprètent Sucker, Cool ainsi que Burnin' Up,, single extrait de leur troisième album A Little Bit Longer. Ils participent à un épisode de l'émission Billy on the Street (en), avant d'interpréter Cool lors de la finale de la seizième saison (en) de The Voice. Fin mai, alors qu'ils sont invités par la radio britannique BBC Radio 1, il chantent Sucker ainsi qu'une reprise de la chanson Someone You Loved de Lewis Capaldi.
Le documentaire Chasing Happiness est présenté en avant-première au Regency Bruin Theatre dans le quartier de Westwood à Los Angeles le 3 juin 2019. Le lendemain, il est publié sur Prime Video, la plateforme de streaming d'Amazon. Il est réalisé par John Lloyd Taylor (en), le manager du groupe, et les producteurs exécutifs sont Phil McIntyre, John Varvatos (en), Monte Lipman (en) et Dana Sano.
Le 12 juin, les Jonas Brothers interprètent la chanson Only Human pour la première fois à la télévision dans l'émission The Tonight Show de Jimmy Fallon. Le lendemain, ils co-animent l'émission Live with Kelly and Ryan avec Ryan Seacrest.

### Tournée
Le 1er mai 2019, le groupe annonce qu'il fera la promotion de cet album avec une tournée nommée Happiness Begins Tour,. La première date est prévue le 7 août 2019 à la American Airlines Arena à Miami,. Les chanteurs Bebe Rexha et Jordan McGraw sont choisis pour assurer la première partie des dates nord-américaine de la tournée, qui est produite par Live Nation et sponsorisée par American Airlines et Mastercard. Le 31 mai, ils annoncent les dates de la partie européenne de la tournée, qui commencera le 29 janvier 2020 à l'Arena de Birmingham et finira le 22 février 2020 à l'AccorHotels Arena à Paris.
En plus de cette tournée, le groupe se produit sur scène lors de plusieurs festivals. Le 1er juin 2019, ils font partie des têtes d'affiche du Wango Tango (en). Le 8 juin, ils invitent le groupe Busted à interpréter la chanson Year 3000 avec eux sur la scène du festival londonien Summertime Ball (en).

## Accueil

### Accueil critique
Sur le site web Metacritic, Happiness Begins obtient une moyenne de 76⁄100, note basée sur cinq critiques.

### Accueil commercial
Aux États-Unis, la semaine de sa sortie, Happiness Begins occupe la première place du Billboard 200 avec 414 000 unités, ce qui représente le meilleur démarrage pour album en 2019. Il s'agit du troisième album du groupe à atteindre la première position de ce classement. Il est également l'album le plus écouté en streaming cette semaine-là avec 52 000 unités, ce qui correspond à 68.09 millions d'écoutes.
Au Royaume-Uni, il entre en deuxième position du Top Albums, derrière Divinely Uninspired to a Hellish Extent de Lewis Capaldi. Il s'agit de l'album du groupe le mieux classé dans ce pays.
La semaine de sa sortie, il occupe la troisième position du top albums australien, battant le dernier album studio du groupe qui avait occupé la cinquième place de ce classement en 2009.
En France, il reçoit un accueil mitigé avec 1 400 ventes la première semaine, ce qui lui vaut la vingt-septième place du top albums.

## Liste des pistes
| 1.    | Sucker              | - Nicholas Jonas - Joseph Jonas - Kevin Jonas II - Ryan Tedder - Adam Freeney - Louis Bell       | - Ryan Tedder - Franck Dukes                | 3:01 |
| 2.    | Cool (en)           | - Nicholas Jonas - Joseph Jonas - Kevin Jonas II - Casey Smith - Ryan Tedder - Zach Skelton      | - Ryan Tedder - Zach Skelton                | 2:47 |
| 3.    | Only Human (en)     | - Nicholas Jonas - Joseph Jonas - Kevin Jonas II - Johan Schuster                                | Shellback                                   | 3:03 |
| 4.    | I Believe           | - Nicholas Jonas - Greg Kurstin - Maureen McDonald (en)                                          | Greg Kurstin                                | 3:37 |
| 5.    | Used to Be          | - Nicholas Jonas - Joseph Jonas - Kevin Jonas II - Ryan Tedder - Louis Bell - Zach Skelton       | - Louis Bell - Ryan Tedder                  | 3:04 |
| 6.    | Every Single Time   | - Nicholas Jonas - Joseph Jonas - Greg Kurstin - Maureen McDonald                                | Greg Kurstin                                | 3:32 |
| 7.    | Don't Throw It Away | - Nicholas Jonas - Joseph Jonas - Greg Kurstin - Maureen McDonald                                | Greg Kurstin                                | 2:52 |
| 8.    | Love Her            | - Nicholas Jonas - Joseph Jonas - Mike Elizondo                                                  | Mike Elizondo                               | 3:13 |
| 9.    | Happy When I'm Sad  | - Nicholas Jonas - Joel Little (en) - Sarah Aarons (en)                                          | - Joel Little - Ryan Tedder - Zach Skelton  | 2:38 |
| 10.   | Trust               | - Nicholas Jonas - Joseph Jonas - Jason Evigan (en) - Ryan Tedder - Ammar Malik (en)             | - Jason Evigan - Ryan Tedder                | 3:00 |
| 11.   | Strangers           | - Nicholas Jonas - Joseph Jonas - Greg Kurstin - Maureen McDonald                                | Greg Kurstin                                | 3:53 |
| 12.   | Hesitate            | - Joseph Jonas - Justin Tranter - Kennedi Lykken - Michael Sabath                                | Michael Sabath                              | 3:28 |
| 13.   | Rollercoaster       | - Casey Smith - Jonas Jeberg (en) - Michael Pollack - Ryan Tedder - Zach Skelton                 | - Jonas Jeberg - Ryan Tedder - Zach Skelton | 3:01 |
| 14.   | Comeback            | - Nicholas Jonas - Joseph Jonas - Kevin Jonas II - James Alan Ghaleb - Sylvester Willy Sivertsen | - Sylvester « Sly » Sivertsen               | 2:35 |
| 43:44 |                     |                                                                                                  |                                             |      |

## Classements
| Classement (2019)                  | Meilleure position |
| ---------------------------------- | ------------------ |
| Allemagne (Media Control AG)       | 17                 |
| Australie (ARIA)                   | 3                  |
| Autriche (Ö3 Austria Top 40)       | 14                 |
| Belgique (Flandre Ultratop)        | 8                  |
| Belgique (Wallonie Ultratop)       | 18                 |
| Canada (Canadian Albums)           | 1                  |
| Danemark (Tracklisten)             | 12                 |
| Écosse (OCC)                       | 3                  |
| Espagne (Promusicae)               | 3                  |
| États-Unis (Billboard 200)         | 1                  |
| Finlande (Suomen virallinen lista) | 32                 |
| France (SNEP)                      | 29                 |
| Irlande (IRMA)                     | 4                  |
| Italie (FIMI)                      | 28                 |
| Nouvelle-Zélande (RIANZ)           | 5                  |
| Norvège (VG-lista)                 | 13                 |
| Pays-Bas (Mega Album Top 100)      | 8                  |
| Royaume-Uni (UK Albums Chart)      | 2                  |
| Suède (Sverigetopplistan)          | 26                 |
| Suisse (Schweizer Hitparade)       | 16                 |

## Certifications
| Région                                                                                                 | Certification | Ventes/Streams |
| --- | ------------- | -------------- |
| Canada (Music Canada)                                                                                  | Or            | 40 000^        |
| *Ventes selon la certification ^Mise en rayon selon la certification xNon précisé par la certification |               |                |